# Joel Swetow
Joel Swetow est un acteur américain.

## Filmographie non exhaustive

### Cinéma
- 1989 : She's Back
- 1995 : Le Maître des illusions  de Clive Barker : Valentin
- 2005 : Rent de Chris Columbus : Mr. Cohen
- 2010 : Alice au pays des merveilles de Tim Burton : Un homme à la cour de la Reine de Cœur

### Télévision

#### Séries télévisées
- 1993 : Star Trek: Deep Space Nine : Gul Jasad (épisode : "Emissary")
- 1994 : Star Trek: The Next Generation : Yog (épisode : "Firstborn")
- 2002 : Charmed : Alpha (saison 5 épisode 9)
- 2002 : Stargate SG-1 : Premier Ministre Valis (saison 6, épisode 7 : "Résistance")
- 2004-2005 : Charmed : Alpha (saison 7, 10 épisodes)
- 2011 : 2 Broke Girls : Père Kozak (saison 6, épisode 4)
- 2019 : Silicon Valley : Rod Morgenstern (écrivain plagié) (saison 6, épisode 5)
- 2022 : American Horror Stories : Dayle Hendricks (saison 2, épisode 2)

#### Téléfilms
- 1992 : Ninja Kids (3 Ninjas) de Jon Turteltaub : Mr. Nigel Brown
- 1998 : The Warlord: Battle for the Galaxy de Joe Dante : Shahklan
- 2002 : Action Force ou L'Homme du président 2 : mission spéciale (The President's Man 2) d'Ed Norris : Abdul Rashid
- 2003 : Dans la grotte de Batman (Return to the Batcave: The Misadventures of Adam and Burt) de Paul A. Kaufman : le directeur de casting